# Stephen Singer-Brewster
| 4555 Josefapérez  | 24 agosto 1987   |
| 5253 Fredclifford | 15 dicembre 1985 |

Stephen C. Singer-Brewster (1945) è un astronomo statunitense.
Il Minor Planet Center gli accredita la scoperta di sei asteroidi effettuate tra il 1985 e il 1987.
Ha inoltre scoperto la cometa periodica 105P/Singer Brewster. 
Gli è stato dedicato l'asteroide 10315 Brewster.